# Spéléologie en Belgique

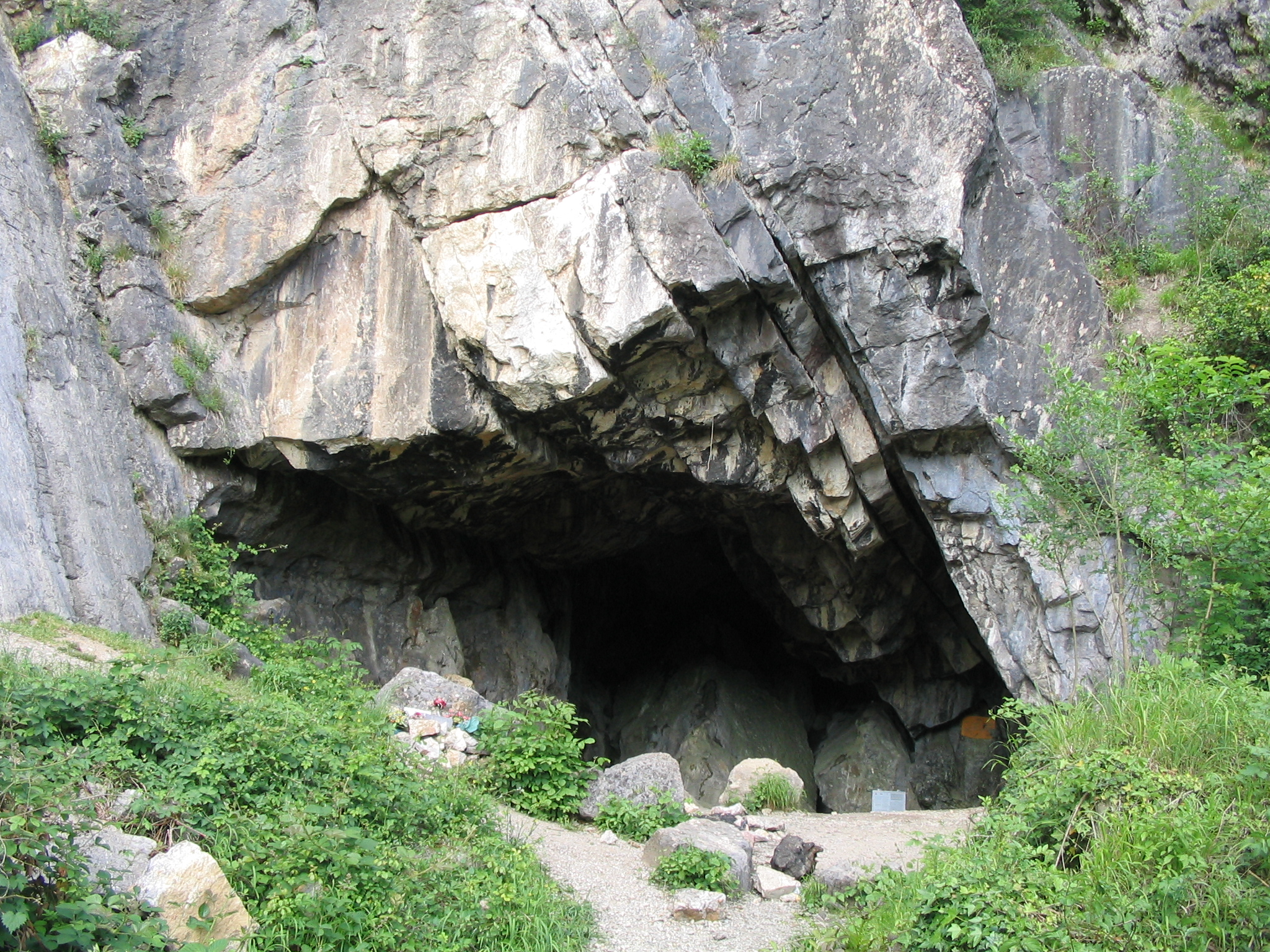
Porche de la grotte Sainte-Anne à Tilff

La spéléologie en Belgique est une activité sportive pratiquée par de nombreux Belges.  Beaucoup ont eu l'occasion d'y goûter lors d'un guidage dans leur mouvement de jeunesse (scouts, patro...). Elle se pratique généralement en clubs.  Certains se contentent de parcourir les grottes connues dont les plans et fiches d'équipement (topos) sont publiés; d'autres participent à l'exploration de nouveaux conduits découverts par hasard ou à la suite de désobstructions.  Certains spéléologues font aussi de l'exploration urbaine.

## Karst belge

Karst belge (approximatif)

Le karst belge se situe dans la partie sud du pays, en Wallonie.  Il est composé de calcaires du Dévonien moyen (grottes de Han, grottes de Hotton, grotte de Rochefort, grottes de Remouchamps) et du Dinantien.  À cause du manque de relief et de la nature tourmentée du sous-sol (plissement hercynien) entaillé par les cours d'eau (Meuse, Lesse, Ourthe, Amblève et Vesdre), le développement des cavités belges est limité.  La plus profonde atteint 140 mètres, le trou Bernard (y compris la zone noyée) et la plus longue, un peu plus de 10 kilomètres, les grottes de Han à Han-sur-Lesse dans le massif de Boine.
Il existe aussi quelques cavités en milieu non calcaire, comme le trou Ozer, développé dans le poudingue à Malmedy.

## Historique

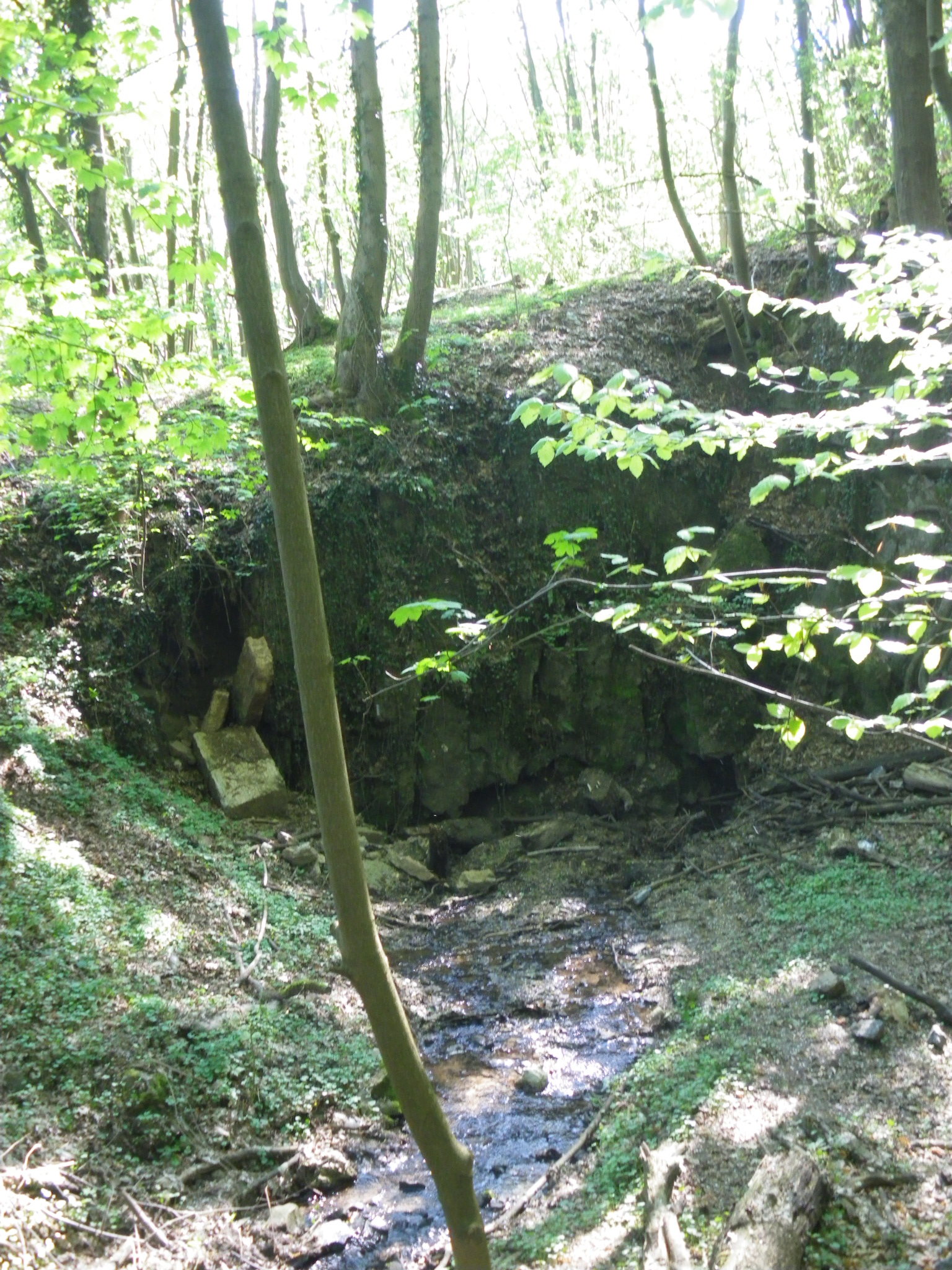
Le Souffleur de Beauregard, chantoir à la Roche-aux-faucons

La Belgique est un pays de tradition spéléologique. Au XIXe siècle, des paléontologues s'intéressent aux habitats préhistoriques du pays, les cavernes liégeoises, la grotte Chauvaux à Godinne, des squelettes néandertaliens (l'Homme de Spy) sont découverts à Spy en 1886.  En 1888, le Français Édouard-Alfred Martel, considéré comme le père de la spéléologie vient pour la première fois en Belgique pour visiter les grottes de Han  et de Remouchamps.
L'Abîme de Comblain-au-Pont, exploré dès 1902 est ouvert au public en 1925.
Dès 1944, Paul Vandersleyen, aidé de son père entreprend de cartographier les grottes connues, ce qui sera la base de l' Atlas des grottes de Belgique dont le premier tome sera publié au début des années 1960.
Ce n'est cependant qu'après la Seconde Guerre mondiale que la spéléologie sportive prend son essor.  En 1949, le Bernard à Mont-Godinne (Yvoir) est exploré par Bernard Magos jusqu'au siphon terminal (-120 mètres), elle reste aujourd'hui la cavité la plus profonde du pays.  Quelques grottes sont mises au jour dans des carrières : le puits aux Lampes à Jemelle (1953), la grotte de Hotton (1958).  D'autres sont découvertes derrière un siphon : le réseau Sud des grottes de Han (1959), la Lucienne à Profondeville (1962).  D'autres encore après des travaux de désobstruction : le trou des Crevés (Belvaux-sur-Lesse; pompage d'un siphon en 1959), la Lesse souterraine derrière la Drève des Étançons (1972), la Vilaine Source à Arbre (1976).
Des jonctions sont effectuées qui augmentent considérablement le développement de certaines grottes : Chawresse-Véronika (5,5 km), le réseau de Frênes (3,8 km en 1986), Wéron-Dellieux (3,6 km en 1995), et plus récemment la jonction Réseau Sud (salle de la Pentecôte) - Lesse souterraine (Labyrinthe) à Han-sur-Lesse (10 novembre 2019), ... .
Parmi les rivières souterraines, citons encore le Système de Bretaye à Bomal (1,7 km en 1992).
Et, parmi les découvertes plus récentes, les grottes du Bois de Waerimont à Rochefort qui totalise 4,4 km de développement pour une profondeur de 58 mètres et exploré dans la période 1996-2001, le Chantoir de Béron-Ry (3 km, dans le vallon des Chantoirs), le Souffleur de Beauregard (3,5 km en 2005-2008) et le réseau du Noû Bleû à Chanxhe, près de Sprimont, découvert en décembre 2012 (annoncé publiquement en avril 2014) long actuellement de 3 km, ... . 
La plus grande facilité de déplacements permet aussi aux Belges de participer à de nombreuses explorations à l'étranger.

## Organisation de l'activité
Les clubs de spéléologie sont regroupés au sein de deux fédérations régionales: l'Union belge de spéléologie (UBS) et le Verbond van Vlaamse Speleologen (VVS).  Initialement, il existait une fédération nationale (FSB), mais elle a été scindée en 1984 à la suite des problèmes communautaires en Belgique menant à une répartition des compétences (et donc des pouvoirs subsidiants en matière de sports, l'ADEPS et le BLOSO).
L'activité revêt un caractère sportif mais se présente également sous un angle scientifique et de conservation de la nature.  Nombre de spéléologues sont impliqués dans les deux volets, les clubs participant par exemple à des opérations de sécurisation ou de dépollution des sites souterrains.
La Commission wallonne d'Étude et de Protection des Sites souterrains (CWEPSS), constituée en 1975 à l'initiative de spéléologues et de scientifiques, se consacre à la sauvegarde des grottes et des sites souterrains, des eaux souterraines, de la biodiversité, des intérêts scientifiques et des paysages typiques associés aux régions calcaires.  Elle publie notamment un Atlas du Karst wallon ainsi que L'Écho Karst, revue périodique traitant du milieu souterrain, des régions karstiques et des eaux souterraines en Belgique.

## Organisation des secours
Les secours spéléos en Belgique sont tous assurés par les bénévoles du Spéléo-Secours belge, une commission de l'Union Belge de Spéléologie (UBS), depuis 1952.
Ce Spéléo-Secours est composé de spéléologues volontaires formés spécifiquement au secours souterrain, en plus de ceux disposant d'une spécialité de par leur profession (médecin, infirmier, plongeur,...). En surface, la logistique est assurée par la protection civile et les pompiers.

## Accès et règlementation
La pratique de la spéléologie en Belgique est libre.  Il est cependant fortement conseillé de s'inscrire dans un club et de contracter une assurance spécifique.  Beaucoup de cavités se trouvent dans des propriétés privées.  Aussi, des conventions sont souvent signées avec les propriétaires (par des clubs individuels ou l'UBS) pour clarifier la situation (responsabilités en cas d'accident, aménagement des accès,...).  Un certain nombre de grottes sont munies d'une porte et d'un cadenas.  Soit d'un cadenas UBS, identique pour toutes les cavités et dont les clubs affiliés peuvent posséder la clé, soit un cadenas installé par le club qui veille la cavité.

## Cavités

### Grottes touristiques
- Les grottes de Han à Han-sur-Lesse,
- Les grottes de Remouchamps (à Remouchamps), ouvertes au public depuis 1829, navigation souterraine sur le Rubicon (Belgique),
- Les grottes de Rochefort (rebaptisée grotte de Lorette) à Rochefort
- Les grottes de Neptune (anciennement grotte de l'Adugeoir), à Petigny, une perte de l'Eau Noire
- Les grottes du pont d'Arcole à Hastière-Lavaux
- Grotte La Merveilleuse à Dinant
- Les grottes de Hotton à Hotton (1001 Nuits)
- Les grottes de Lustin à Lustin

### Initiation (grottes-écoles)
- Grotte Sainte-Anne à Tilff
- Trou d'Haquin à Lustin
- Trou de l'Église à Mont (Yvoir)
- Nou Maulin à Rochefort

### Sportives
- Trou Bernard
- Trou Wéron
- Réseau Chawresse-Veronika
- Béron-Ry

### Autres grottes
- Puits aux Lampes à Jemelle
- Trou Manto - Grotte St-Étienne à Ben-Ahin (Huy)
- Abîme de Lesve à Lesve
- Trou Dury à Mont (Yvoir)
- Grotte Lyell
- Grotte de Rosée

## Siphons
La Belgique compte également de nombreux plongeurs-spéléos qui se sont illustrés aussi bien dans le pays qu'à l'étranger.  L'accès à certaines cavités n'est parfois possible qu'en forçant un siphon.

## Grandes énigmes
- Le parcours souterrain de l'Eau Noire
- L'amont de la grotte Sainte-Anne à Tilff reste à découvrir, bien que l'origine de la rivière souterraine est connue (pertes de la Chawresse)

## Grandes expéditions/explorations
- Participation d'Haroun Tazieff et de Max Cosyns à l'exploration du gouffre de la Pierre-Saint-Martin en 1952, mort de Marcel Loubens.

## Habitat préhistorique
La Belgique compte quelques grottes où l'on a retrouvé des vestiges d'occupation préhistorique (homme de Néandertal): la grotte de Spy, les grottes de Goyet, la grotte de Ramioul, les cavernes préhistoriques de l'Abîme à Couvin, les cavernes préhistoriques du Mont-Fat de Dinant, le Trou des Nutons à Esneux,...

## Faune et flore
Les cavités belges sont habitées par une faune dont certaines espèces font l'objet d'une protection particulière.  On y trouve des chiroptères (chauves-souris), des salamandres, des crustacés (niphargus), des collemboles, des acariens, des papillons, des escargots,...
On distingue, suivant leur degré de dépendance, les trogloxènes qui ne font que passer, les troglophiles dont c'est l'habitat principal et les troglobies dont c'est l'habitat exclusif.